# AEG Wagner Eule
Die AEG Wagner Eule (Werksbezeichnung AEG E 2) war ein einmotoriges zweisitziges deutsches Aufklärungsflugzeug, das 1911/1912 bei der 1910 gegründeten Abteilung Flugzeugbau der AEG nach Plänen des Ingenieurs Wagner gebaut wurde. Es gab nach den bekannten Unterlagen nur zwei Exemplare. Die erste Maschine verbrannte, während die zweite 1914 nur wenige Flüge ausführte. Die Eindeckerentwicklung wurde danach abgebrochen. Das Flugzeug wurde nach Abschluss der Flugversuche in der Fertigungshalle der Flugtechnischen Abteilung der AEG in Hennigsdorf bei Berlin als Ausstellungsstück aufgehängt und später an die Deutsche Luftfahrtsammlung Berlin abgegeben.
Während des Zweiten Weltkriegs wurden das Flugzeug neben anderen zum Schutz vor Bombenangriffen nach Czarnków in das deutsch besetzte Polen gebracht. Dort wurde es nach Kriegsende gefunden und von 1946 bis 1963 im Technischen Museum eingelagert, bis es in die Sammlung des neu gegründeten Polnischen Luftfahrtmuseums gelangte. Seit einer Restaurierung im Jahr 2003 wird es dort ausgestellt.
Laut der Beschriftung auf der Rumpfseite aus der Zeit der Ausstellung in der Luftfahrtsammlung Berlin soll die Wagner Eule 1911/1912 das erste AEG-Flugzeug gewesen sein. Dies muss bezweifelt werden, da zu dieser Zeit bereits die Muster Z 1 und Z 2 gebaut waren.
Der Antrieb bestand aus einem 7-Zylinder-Gnome-et-Rhône-Umlaufmotor. Der Rumpf wurde aus geschweißtem Stahlrohr gefertigt und genauso wie die aus Holz gefertigten Tragflächen mit Stoff bespannt. Technische Daten sind nicht durch belegbare Dokumente bekannt.

## Betreiber
Deutsches Kaiserreich
- Luftstreitkräfte

## Technische Daten
| Kenngröße       | Daten                                         |
| --------------- | --------------------------------------------- |
| Besatzung       | 2                                             |
| Rumpflänge      | 4,77 m                                        |
| Spannweite      | 11,00 m                                       |
| Höhe            |                                               |
| Flügelfläche    | 11,6 m²                                       |
| Flügelstreckung | 10,4                                          |
| Triebwerke      | ein Siebenzylinder-Umlaufmotor Gnome et Rhône |